# Band of Gypsys 2
Band of Gypsys 2 – wydany pośmiertnie album koncertowy Jimiego Hendrixa. Mimo tytułu sugerującego niejako kolejny album grupy Band of Gypsys znajdują się tu również nagrania z występów The Jimi Hendrix Experience podczas ich amerykańskiego tournée w 1970 roku.

## Lista utworów
Autorem wszystkich utworów oprócz „Stop” (Jerry Ragavoy/Mort Shuman) jest Jimi Hendrix.
| Strona A | Strona A                 | Strona A |
| Nr       | Tytuł utworu             | Długość  |
| -------- | ------------------------ | -------- |
| 1.       | „Hear My Train a Comin’” | 8:51     |
| 2.       | „Foxy Lady”              | 6:41     |
| 3.       | „Stop” (Ragavoy/Shuman)  | 4:38     |
|          |                          | 20:10    |

| Strona B | Strona B                       | Strona B |
| Nr       | Tytuł utworu                   | Długość  |
| -------- | ------------------------------ | -------- |
| 1.       | „Voodoo Child (Slight Return)” | 7:06     |
| 2.       | „Stone Free”                   | 4:13     |
| 3.       | „Ezy Ryder”                    | 7:58     |
|          |                                | 19:17    |

## Pochodzenie poszczególnych utworów
Band of Gypsys
- „Hear My Train a Comin’” zarejestrowano podczas 1 występu z 31 grudnia 1969 w Fillmore East w Nowym Jorku.
- „Foxy Lady” i „Stop” zarejestrowano podczas 1 występu z 1 stycznia 1970 w Fillmore East w Nowym Jorku.

The Jimi Hendrix Experience
- „Voodoo Child (Slight Return)”  zarejestrowano podczas występu na festiwalu w Atlancie 4 lipca 1970 roku.
- „Stone Free” zarejestrowano podczas 2 występu w Berkeley 30 maja 1970.
- „Ezy Ryder” zarejestrowano podczas 1 występu w Berkeley 30 maja 1970.

## Muzycy nagrywający płytę
- Jimi Hendrix – gitara, śpiew
- Billy Cox – gitara basowa
- Buddy Miles – perkusja w utworach A1, A2, A3, śpiew - A3,
- Mitch Mitchell – perkusja w utworach B1, B2, B3